# Igor Łapszyn
Igor Olegowicz Łapszyn, cyr. Игорь Олегович Лапшин (ur. 8 sierpnia 1963 w Mińsku) – lekkoatleta, trójskoczek reprezentujący Związek Socjalistycznych Republik Radzieckich i później Białoruś.
Na Igrzyskach Olimpijskich w Seulu w 1988 zdobył srebrny medal. W 1990 zajął 1. miejsce na Halowych Mistrzostwach Europy w Glasgow i 3. na Mistrzostwach Europy na otwartym stadionie w Splicie. W 1991 w Sewilli został halowym mistrzem świata.
Swój rekord życiowy (17,69 m) ustanowił 31 lipca 1988 w Mińsku.